# わし座クシー星b
わし座ξ星b（わしざクシーせいb、Xi Aquilae b）は、わし座の方角に約180光年離れた位置にある太陽系外惑星である。

## 概要
2008年に黄色巨星わし座ξ星の周囲を公転しているのが発見された。質量は、最小で2.8木星質量であり、公転周期は137日である。
2015年に国際天文学連合によって太陽系外惑星系の名前の公募と投票が行われた際にこの星系も募集の対象となった。2015年12月15日、国際天文学連合より、法政大学の学生団体Libertyer（リバティア）からの提案を採用し、主星に Libertas 、惑星bに Fortitudo という名前を選定したことが発表された。それぞれラテン語で、Libertas は「自由」、Fortitudo は「不屈の精神」を表す。